# Ben Cristóvão
Ben Cristóvão (alias Benny Cristo) (Plzeň, 8. juni 1987) er en tjekkisk sanger og atlet med rødder i Angola. Han skulle have repræsenteret Tjekkiet ved Eurovision Song Contest 2020 med sin sang Kemama i Rotterdam. Eurovision Song Contest 2020 blev imidlertid aflyst på grund af COVID-19-pandemien.

## Karriere
I 2009 ansøgte han om den første sæson af Czechoslovak Idol, hvor han var blandt de syv bedste kunstnere.
Ud over at spille musik, sports han også brasilianske jujukier. Den 10. september 2016 vandt han en bronzemedalje i et hvidt bælteevent, og den 20. november vandt han en guldmedalje på Madrid Open.

## Diskografi

### Album
- Definitely Different (2010)
- Benny Cristo (2011)
- Made in Czechoslovakia (2014)
- Poslední (2017)
- Live Ben (2019)
- Kontakt (2019)

### Singler
- Ironben (2015)
- Tabu (2015)
- Pure Girl (2016)
- Penny (2016)
- Mowgli (2018)
- Smitko (2018)
- Naha (2018)
- Rekviem (2018)
- Aleiaio (2019)
- Kemama (2020)

### Samarbejder
- Be Mine (2014, Ezyway)
- Těžký Váhy (2014, Cavalier)
- Nemůžu si dovolit (2014, Cavalier)
- #UTEBEBEJ (2014, Annet Charitonova)
- #ŽIJUPROTO (2015, Cavalier)
- Asio (2016, The Glowsticks)
- Food Revolution Day (2016, Neny & Reginald)
- Tv Shows (2017, Sofian Medjmedj)
- Padam (2018, Mária Čírová)
- Stories (2019, Reginald & The Glowsticks)